# Tom Eilers
Tom Eilers (* 17. März 1970 in Darmstadt) ist ein deutscher Fußballfunktionär und ehemaliger Fußballtorwart. Der Jurist ist Mitglied des Präsidiums von Darmstadt 98. 

## Karriere als Fußballer
Von 1991 bis 1993 spielte Eilers für den Zweitligisten Darmstadt 98 in 48 Zweitligaspielen im Tor. Im Jahre 1993 wechselte er zum Ligakonkurrenten Mainz 05. Als Ersatztorwart hinter Moppes Petz und Stephan Kuhnert spielte er in zwei Saisons achtmal für die Mainzer in der zweiten Liga, dazu zweimal im DFB-Pokal. Im Jahre 1995 kehrte er zum inzwischen in die Regionalliga abgestiegenen SV Darmstadt 98 zurück und beendete 2001 seine Karriere als Fußballer.

## Berufliche Laufbahn
Eilers ist ein Sohn des langjährigen Justiziars des Deutschen Fußball-Bundes Goetz Eilers. Er absolvierte von 1989 bis 1991 eine Ausbildung zum Bankkaufmann und nahm anschließend an der Universität Frankfurt ein Jurastudium auf, das er 1993 – mit seinem Wechsel zu Mainz 05 – an der Universität Mainz fortsetzte. Nach dessen Abschluss wurde er 2001 als Rechtsanwalt zugelassen und ist seitdem in verschiedenen Kanzleien tätig. 
Von November 2006 bis Juni 2010 war er Sportmanager bei Darmstadt 98; seit Juli 2014 ist er als bestelltes Präsidiumsmitglied zuständig für Lizenzspielerangelegenheiten.